# Primulina leeii
Primulina leeii là một loài thực vật có hoa trong họ Tai voi (Gesneriaceae). Loài này có ở Quảng Tây (Trung Quốc); được F.Wen, Yue Wang & Q.X.Zhang mô tả khoa học đầu tiên năm 2009 dưới danh pháp Chirita leeii. Năm 2011, Mich.Möller & A.Weber chuyển nó sang chi Primulina.